# Sitta (generale bizantino)
Sitta (fl. VI secolo) è stato un generale bizantino vissuto nel VI secolo.

## Biografia
Da giovane era stato una delle guardie del corpo imperiali. Intorno al 527, quando era ancora molto giovane (a dire di Procopio lui e Belisario «portavano le loro prime barbe»), Sitta e il suo collega Belisario furono messi a capo di un esercito che doveva invadere l'Armenia persiana. Sulle prime l'offensiva ebbe successo, con il saccheggio di molte città e la cattura di molti prigionieri, ma l'invasione venne fermata dai generali persiani Narsete e Arazio che riuscirono a sconfiggerli. Nel 528, secondo Giovanni Malala, aveva sposato Comitone, la sorella dell'Imperatrice Teodora. Nello stesso anno, divenne il primo magister militum per Armeniam, carica militare creata ex novo da Giustiniano proprio in quell'anno.
Intorno al 530 Sitta era comandante delle truppe bizantine in Armenia insieme a Doroteo. Cavade I, il re sasanide, inviò un esercito comandato dal generale Mermeroe ad invadere l'Armenia; quando Sitta e Doroteo seppero questo, inviarono come spie due guardie del corpo; quando le spie tornarono (o meglio la spia perché una delle spie fu catturata durante il viaggio di ritorno da guerrieri unni), l'esercito di Sitta e Doroteo effettuò, grazie alle informazioni ricevute, un attacco a sorpresa all'accampamento persiano; i Persiani, colti di sorpresa, conobbero una grande disfatta e furono costretti alla fuga.
Poco dopo, Mermeroe effettuò un altro attacco volto verso la città di Satala: Sitta, informato dell'attacco previsto, nascose mille dei suoi dietro a una delle colline che circondavano Satala, e ordinò a Doroteo di rimanere con il resto dell'esercito dentro la città perché erano troppo pochi per poter affrontare l'esercito nemico in un terreno pianeggiante. I Sasanidi bloccarono la città ma quando videro l'esercito di Sitta scendere dalla collina non poterono valutare la consistenza numerica di quell'esercito essendo i soldati bizantini nascosti da una nube di polvere. Alla fine, nonostante la superiorità numerica dei Persiani, i Bizantini uscirono vincitori della battaglia. In seguito a questa vittoria, i Bizantini conquistarono varie fortezze in Persarmenia e sottomisero la nazione degli Tzani. Nel sottomettere e nel convertire gli Tzani Sitta era riuscito dove tanti generali romano-bizantini avevano fallito prima di lui. La popolazione barbarica venne convertita al cristianesimo e molti di essi si arruolarono nell'esercito bizantino.
In seguito alla sconfitta di Callinicum (531) Giustiniano rimosse dall'incarico di magister militum per Orientem Belisario, sostituendolo con Sitta. Nel frattempo i Persiani effettuarono un'incursione in territorio bizantino, assediando Martiropoli. Sitta in quel momento si trovava a Attachas, distante 100 stadi dalla città assediata, ma non ritenne prudente affrontare il nemico. Inviò invece al nemico degli ambasciatori che consigliarono agli assedianti di abbandonare il territorio bizantino per non rovinare le trattative di pace in corso tra i due imperi; in cambio del loro ritiro i Bizantini avrebbero dato degli ostaggi ai Persiani. I Sasanidi, ricevuta inoltre la notizia della morte di Cavade e l'ascesa al potere del figlio Cosroe I, accettarono la proposta e, dopo aver preso come ostaggi Martino e Senecio (quest'ultimo una delle guardie del corpo di Sitta), abbandonarono l'assedio si ritirarono in territorio persiano.
Iniziarono poi le trattative di pace con i Persiani che si conclusero con la pace eterna (532) che durò in realtà solo otto anni. Dopo la conclusione delle trattative Sitta venne richiamato a Costantinopoli. Nel 535, secondo il Conte Marcellino, sconfisse un esercito bulgaro in Mesia presso il fiume Iatro. Entro il 536 era console onorario e patrizio.
Intorno al 538 scoppiò una rivolta in Armenia. Infatti il governo dell'Armenia bizantina venne affidato a tal Acacio, il quale però oppresse la popolazione armena la quale, stanca della sua tirannia, si rivoltò e lo accoppò.. Giustiniano inviò Sitta in Armenia a sedare la rivolta. Sitta era però riluttante a combattere gli Armeni, e tentò di convincerli con le buone a deporre le armi, promettendo loro che avrebbe fatto di tutto per cercare di convincere l'Imperatore ad abolire la tassa da 4 centenaria che era stata una delle cause della loro rivolta. I rimproveri dell'Imperatore, scontento dell'esitazione del suo generale e influenzato dal figlio di Acacio, Adolio, che faceva di tutto per calunniare Sitta, lo costrinsero a impugnare le armi contro i ribelli.
Tentò dapprima di allearsi con una tribù armena, gli Aspetiani, promettendo loro che se si fossero schierati dalla parte bizantina sarebbero stati esenti da confische; un malinteso, tuttavia, causò la rottura degli accordi con il risultato che gli Aspetiani si schierarono dalla parte dei ribelli. I Bizantini e gli Armeni si scontrarono in battaglia in un luogo pieno di precipizi; durante lo scontro un Erulo facente parte dell'esercito bizantino si avvicinò a cavallo a Sitta e l'equino, cadendo, spezzò la lancia del generale che era a terra. Questo infastidì Sitta. Inoltre un Armeno, essendo Sitta senza elmo, lo riconobbe e disse ai suoi compagni che l'uomo senza elmo era Sitta. Quest'ultimo, infastidito, non potendo usare la lancia, spezzata dal cavallo, estrasse la spada e si avventò contro i nemici. Ma un soldato nemico lo colpì alla testa con un colpo di spada, togliendogli tutto il cuoio capelluto; ancora vivo, Sitta tentò di scampare alla morte con la fuga ma Artabano (figlio di Giovanni l'arsacide) o forse Salomone lo raggiunse e lo uccise con un colpo di lancia.
Secondo Procopio Sitta era «un uomo che era estremamente bello d'aspetto ed un guerriero capace, un generale che non era secondo a nessuno dei suoi contemporanei.»